# Нарышкин, Сергей Евгеньевич
Серге́й Евге́ньевич Нары́шкин (род. 27 октября 1954, Ленинград) — российский государственный, политический и военный деятель. Директор Службы внешней разведки Российской Федерации с 5 октября 2016 года. Постоянный член Совета Безопасности Российской Федерации. Действительный государственный советник Российской Федерации 1 класса.
В 2011—2016 годах — председатель Государственной думы Федерального собрания Российской Федерации VI созыва, председатель Парламентского собрания Союзного государства. Член Бюро Высшего совета партии «Единая Россия».
С 12 мая 2008 по 20 декабря 2011 года — руководитель Администрации Президента Российской Федерации. С декабря 2008 года — председатель Комиссии при президенте Российской Федерации по государственным наградам; в 2009—2012 годах — председатель Комиссии по противодействию попыткам фальсификации истории в ущерб интересам России (весь период её существования); с 2012 года возглавляет Российское историческое общество. Полный кавалер ордена «За заслуги перед Отечеством».
Из-за аннексии Крыма и вторжения России на Украину находится под санкциями всех стран Евросоюза, США, Великобритании и ряда других стран.

## Детские и юношеские годы
Сергей Нарышкин — коренной ленинградец. Его бабушка, дед, отец и тётя во время Великой Отечественной войны провели в Ленинграде всю блокаду. Дед работал на оборонном заводе, когда не стало сил ходить на работу, перешёл на режим «стационара» — то есть оставался ночевать на заводе. Зимой 1942 года он умер от истощения и был погребён в братской могиле на Пискарёвском кладбище. На грани смерти оказался и отец Сергея Евгеньевича, который слёг от голода, но его жизнь спасли полмешка картошки, принесённые жившей в пригороде родственницей.
Сергей провёл детство во Всеволожске Ленинградской области. Во Всеволожском районе работал в студенческом строительном отряде.
В 1972 году окончил школу № 190 с художественно-эстетическим уклоном.

## Образование
В 1978 году окончил Ленинградский механический институт по специальности «инженер-радиомеханик», а затем — Санкт-Петербургский международный институт менеджмента по специальности «экономист». Владеет английским и французским языками.
Согласно опубликованным неофициальным сведениям, в период с 1978 по 1982 год проходил подготовку в специальных учебных заведениях Комитета государственной безопасности СССР. Учился на двухгодичном факультете в 101-й школе Первого главного управления КГБ (ныне — Академия внешней разведки). По окончании учёбы, по собственным словам, в 1980 году в Ленинградском управлении КГБ познакомился с Владимиром Путиным. В ходе обучения Нарышкин имел оперативный псевдоним «Наумов». Учился также во «французской» группе одногодичного 8-го факультета Высшей школы КГБ, располагавшегося в бывшем здании царского жандармского управления в Большом Кисельном переулке в Москве.

## Карьера
- С 1982 года — помощник проректора по международным научным связям, заместитель начальника Отдела внешнеэкономических связей Ленинградского политехнического института.
- В 1980-е годы — сотрудник аппарата экономического советника посольства СССР в Бельгии.
- Начало 1990-х — начальник отдела комитета по экономическому развитию, позже — комитета по экономике и финансам мэрии Санкт-Петербурга.
- С 1995 года — руководитель отдела внешних инвестиций ОАО «Промышленно-строительный банк» (Санкт-Петербург).
- 1996—2004 — член совета директоров табачной фабрики «Филип Моррис Ижора»[16].
- С 1997 года — начальник департамента инвестиций, заместитель председателя комитета по экономике и инвестициям правительства Ленинградской области.
- С 1998 года — председатель Комитета по внешнеэкономическим и международным связям правительства Ленинградской области.
- С февраля 2004 года — заместитель начальника экономического управления Администрации президента Российской Федерации.
- С марта 2004 года — заместитель руководителя аппарата правительства Российской Федерации.
- С сентября 2004 года — руководитель аппарата правительства Российской Федерации — министр Российской Федерации.
- С февраля 2007 года — заместитель председателя Правительства Российской Федерации — Руководитель Аппарата Правительства Российской Федерации, с сентября того же года[17] — председатель совета директоров «Объединённой судостроительной корпорации».
- С 12 мая 2008 по 20 декабря 2011 года — руководитель Администрации президента Российской Федерации[1][18][19]. Как отмечал журналист «Financial Times» Чарльз Кловер, «по распространенному мнению» он получил эту должность, чтобы «приглядывать за Медведевым»[20].
- 4 декабря 2011 года избран депутатом Государственной думы Федерального собрания Российской Федерации VI созыва.
- 21 декабря избран на пост председателя Госдумы 238 голосами против 88[6][21][22].
- 5 апреля 2012 года единогласно избран председателем Парламентского Собрания Союза России и Белоруссии[23].
- На выборах в Государственную думу Федерального собрания РФ VII созыва (2016 год) баллотировался от партии «Единая Россия» по 112 Кингисеппскому одномандатному избирательному округу, Ленинградская область, и был избран депутатом[24]. Однако от мандата отказался в связи с новым назначением[25].
- 22 сентября 2016 года Президент России Владимир Путин назначил Нарышкина на должность директора Службы внешней разведки Российской Федерации с 5 октября 2016 года[26].
- 21 октября 2016 года Государственная дума РФ постановила досрочно прекратить полномочия Нарышкина как депутата[27].
- Несмотря на санкции, Нарышкин 27—28 января 2018 года совершил визит в США — вместе с главой ФСБ Бортниковым и начальником военной разведки Коробовым. Все они встретились в Вашингтоне с директором ЦРУ Помпео; визит был расценён наблюдателями в США как крайне необычный[28]. Стороны обсудили угрозы возвращения из Сирии боевиков «Исламского государства», которые ранее прибыли воевать в Сирию из России и стран Центральной Азии, согласно заявлению для СМИ директора ЦРУ Майка Помпео[29]. Всего Нарышкин, согласно своему интервью телеканалу «Россия 1» в декабре 2018 года, за время директорства СВР посетил с визитами и провёл переговоры с руководителями спецслужб 22 стран, в России принимал участие в 90 международных саммитах руководителей разведок[13].

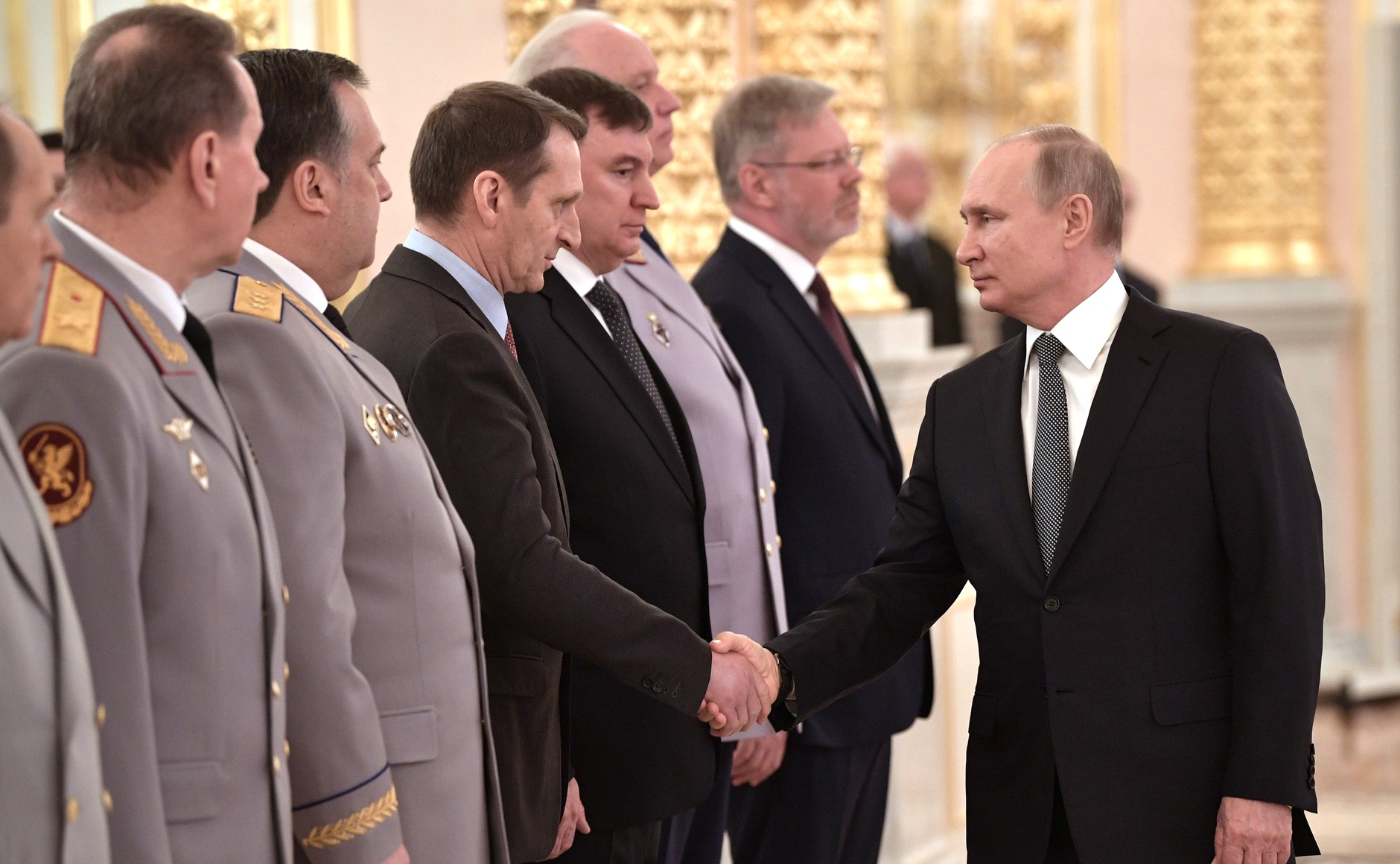
С Президентом России Владимиром Путиным. Москва, Кремль, 11 апреля 2019 года

### Во главе СВР
Во главе Службы внешней разведки Нарышкин предпринял меры по рассекречиванию архивных документов спецслужб СССР, что способствовало появлению ряда новых научных трудов. В частности, широкой общественности стали известны ранее неизвестные имена семи советских разведчиков-нелегалов, добывавших для страны стратегическую информацию. К 100-летию СВР были подготовлены сборник очерков о внешней разведке (совместно с издательством «Комсомольская правда»), отдельными изданиями вышли, а затем были переизданы издательством «Вече» сборники документов, освещающих военно-политическую ситуацию предвоенного и военного периода европейской истории (1935—1945 годы), новые книги из серии «Легендарные разведчики». С предисловием С. Е. Нарышкина вышла книга «Рудольф Абель. Тайный архив советского разведчика-нелегала», в которой впервые были опубликованы письма В. Г. Фишера из американской тюрьмы и неизвестные подробности его биографии.
В ноябре 2021 года Нарышкин, комментируя сообщения о возможности вторжения России на Украину, заявил, что утверждения о подготовке российского вторжения являются «пропагандистской акцией Госдепа США».
После выступления на заседании Совета безопасности России по признанию ДНР и ЛНР 21 февраля 2022 года Нарышкин привлёк широкое внимание мировой прессы тем, что заметно дрожал и «неловко заикался», когда Путин публично отчитал его за «неловкий» ответ на вопрос президента о признании Донецкой и Луганской народных республик.

## Нарышкин и Лужков
17 сентября 2010 года Нарышкин по поручению Президента Российской Федерации Дмитрия Медведева первым сообщил мэру Москвы Ю. М. Лужкову о предстоящей отставке. Позднее Нарышкин назвал уровень коррупции в Москве при Лужкове «запредельным». 19 декабря 2011 года Пресненский суд Москвы отказал Лужкову в удовлетворении иска к Нарышкину о защите чести и достоинства.

## Научная работа
Кандидат экономических наук (2004, диссертация «Иностранные инвестиции в России как фактор экономического развития»; научный руководитель Ю. П. Тютиков), доктор экономических наук (2010, диссертация «Иностранные инвестиции и развитие экономики России»; научный консультант Т. Я. Хабриева). С 2008 года — научный руководитель Центра экономико-правовых проблем государственного и муниципального управления Института законодательства и сравнительного правоведения при Правительстве Российской Федерации. Автор 47 научных работ, включая 25 статей и 5 монографий по проблемам привлечения иностранных инвестиций.
По утверждениям участников проекта «Диссернет», в диссертационных работах Нарышкина, а также в его книге «Иностранные инвестиции (региональный аспект)» (СПб., 2005) содержатся некорректные заимствования.

## Сведения о доходах и собственности
Согласно опубликованным перед выборами 2011 года в Госдуму данным о доходе и имуществе кандидатов, единственным недвижимым имуществом Нарышкина был небольшой дом в Ленинградской области площадью 36 м². Согласно официальным данным, Нарышкин вместе с супругой получил в 2011 году доход в размере 6,1 млн рублей. В собственности супругов находились два земельных участка общей площадью 5 тыс. квадратных метров, жилой дом и три квартиры.

## Санкции
Из-за поддержки российской агрессии и нарушения территориальной целостности Украины во время российско-украинской войны и аннексии Крыма находится под персональными международными санкциями разных стран.
Из-за аннексии Крыма и войны в Донбассе, 20 марта 2014 года попал под санкции США, 21 марта 2014 год был внесён в санкционный список всех стран Евросоюза за «публичную поддержку развертывания российских войск в Украине». Также попал под санкции Канады, Швейцарии и Австралии.
Из-за вторжения России на Украину, США расширили санкции в отношении Нарышкина, включив его в санкционный список «против России за ее злодеяния в Украине», также был внесён в санкционные списки Японии, Украины и Новой Зеландии за публичную поддержку нападения на Украину.

## Общественная деятельность
Нарышкин является председателем Попечительского совета некоммерческой организации «Фонд современной истории» и председателем Попечительского совета Российской академии народного хозяйства и государственной службы при Президенте Российской Федерации. Председатель Российского исторического общества с 2012 года.

## Личная жизнь и семья
Женат, есть сын, дочь и две внучки. Жена — Татьяна Сергеевна (урождённая Якубчик), специалист по информационным технологиям. До 2004 года работала на кафедре «Информационные системы и компьютерные технологии» Балтийского государственного технического университета «Военмех», после переезда в Москву не работает. Сын — Нарышкин Андрей Сергеевич (род. 1978), заместитель генерального директора ЗАО «Энергопроект». Женат, есть две дочери — Анна и Наталья. Дочь — Вероника Сергеевна Нарышкина (род. 16 апреля 1988), окончила Академию народного хозяйства, мастер спорта, работает во Всероссийской федерации плавания, в январе 2021 года заняла пост исполнительного директора компании «Интех-Сервис», которая занимается разработкой и производством нефтесервисного оборудования и является резидентом, а также стала совладелицей 20 % уставного капитала её материнской компании «Интех-Внедрение».
Нарышкин с детства занимается плаванием, очень любит этот вид спорта, каждое утро начинает с 300—500 метрового заплыва, что помогает ему находиться в хорошей физической форме. Нарышкин также катается на горных лыжах, играет в теннис. Отдыхает в своём деревенском доме во Всеволожском районе Ленинградской области. Театрал, поклонник бардовской песни (Визбор, Высоцкий, Окуджава), сам играет на гитаре.
В 2018 году стало известно, что полные тезки сына, невестки и двух внучек директора Службы внешней разведки (СВР) России Сергея Нарышкина оказались в списке тех, кто обращался за видом на жительство в Венгрии. Данные о россиянах, просивших вид на жительство в этой стране, получило российское СМИ, которое провело расследование совместно с венгерским центром расследовательской журналистики Direkt36 и новостным порталом «444». По информации издания, в списках полностью совпадают не только имена близких родственников главы СВР, но и даты их рождения. Получили ли в итоге эти люди вид на жительство, не уточняется. В пресс-службе СВР комментировать эту информацию отказались.

## Награды
Российские:
- Орден «За заслуги перед Отечеством» I степени (2024 год)[67].
- Орден «За заслуги перед Отечеством» II степени (2019 год)[68].
- Орден «За заслуги перед Отечеством» III степени (2010 год)[43][69].
- Орден «За заслуги перед Отечеством» IV степени (4 июня 2008 года) — за достигнутые успехи в обеспечении деятельности Правительства Российской Федерации и многолетний добросовестный труд[70].
- Орден Александра Невского (27 октября 2014 года) — за большой вклад в укрепление российской государственности, развитие парламентаризма и многолетнюю добросовестную работу[71].
- Орден Почёта (27 октября 2004 года) — за многолетнюю добросовестную работу[72].
- Орден Дружбы (2016 год)[69].
- Медаль ордена «За заслуги перед Отечеством» II степени (11 марта 2003 года) — за достигнутые трудовые успехи и многолетнюю плодотворную работу[73].
- Почётная грамота Президента Российской Федерации (26 октября 2009 года) — за заслуги в обеспечении конституционных полномочий Президента Российской Федерации и многолетнюю добросовестную работу[74].
- Почётная грамота правительства Российской Федерации (26 октября 2009 года) — за многолетнюю безупречную и эффективную государственную службу[75].
- Почётная грамота Центральной избирательной комиссии Российской Федерации (2 апреля 2008 года) — за активное содействие и существенную помощь в организации и проведении выборов Президента Российской Федерации[76].
- Орден Преподобного Сергия Радонежского I степени (Русская православная церковь, 2024 год) — во внимание к вкладу в развитие церковно-государственных отношений и в связи с 70-летием со дня рождения[77].
- Орден Преподобного Сергия Радонежского II степени (Русская православная церковь, 2014 год) — во внимание к трудам на благо Церкви и в связи с 60-летием со дня рождения[78].
- Медаль «В память 350-летия Иркутска» (2011)[79].
- Орден Святой Анны I степени (Российский императорский дом, 2009 год)[80].
- Медаль «За вклад в укрепление обороны Российской Федерации» (Минобороны России, 2021)[81]

Иностранные:
- Орден Дружбы народов (Белоруссия, 8 декабря 2009 года) — за значительный вклад в союзное строительство, укрепление дружеских отношений, единство народов Беларуси и России[82][83].
- Офицер ордена Почётного легиона (Франция).
- Орден «Дружба» (Азербайджан, 5 июля 2012 года) — за особые заслуги в развитии и укреплении межгосударственных связей между Азербайджанской Республикой и Российской Федерацией[84][85].
- Орден Президента Туркменистана «Битараплык» (Туркменистан, 2012 год) — за весомый вклад в развитие политических, экономических, культурных, научных и межпарламентских отношений между Туркменистаном и Российской Федерацией, в признание статуса постоянного нейтралитета независимого Туркменистана, а также за большие личные заслуги в укреплении дружественных отношений между туркменским и русским народами[86].
- Орден Почёта (Белоруссия, 26 февраля 2015 года) — за значительный личный вклад в подготовку договора о Евразийском экономическом Союзе, развитие и расширение интеграционных процессов, укрепление экономического сотрудничества между Республикой Беларусь, Российской Федерацией и Республикой Казахстан[87][88].
- Орден Почёта (Армения, 30 марта 2015 года) — за значительный вклад в углубление межгосударственного сотрудничества между Республикой Армения и Российской Федерацией, а также в укрепление и развитие армяно-российских дружественных отношений[89].
- Орден «Достык» II степени (Казахстан, 2016)[90].
- Орден Дружбы (Вьетнам, 1 декабря 2021 года) — за большой вклад в развитие сотрудничества между министерством общественной безопасности Вьетнама и Службой внешней разведки России и укрепление всеобъемлющего стратегического партнёрства[91].

Общественные и международных организаций:
- Орден «Содружество» (Межпарламентская ассамблея СНГ, 27 ноября 2014 года) — за активное участие в деятельности Межпарламентской Ассамблеи и её органов, вклад в укрепление дружбы между народами государств — участников Содружества Независимых Государств[92]
- Юбилейная медаль «МПА СНГ. 25 лет» (Межпарламентская ассамблея СНГ, 13 октября 2017 года) — за заслуги в деле развития и укрепления парламентаризма, за вклад в развитие и совершенствование правовых основ функционирования Содружества Независимых Государств, укрепление международных связей и межпарламентского сотрудничества[93].
- Почётный доктор Бакинского славянского университета (Азербайджан, 29 июня 2012 года)[94].

## Классный чин
- Действительный государственный советник Российской Федерации 1 класса (9 июня 2008 года)[95].